# Ladislav Kratina
Ladislav Kratina  es un deportista checo que compitió en bochas adaptadas. Ganó una medalla de bronce en los Juegos Paralímpicos de Pekín 2008 en la prueba de dobles mixto (clase BC4).

## Palmarés internacional
| Juegos Paralímpicos | Juegos Paralímpicos | Juegos Paralímpicos | Juegos Paralímpicos |
| Año                 | Lugar               | Medalla             | Prueba              |
| ------------------- | ------------------- | ------------------- | ------------------- |
| 2008                | Pekín (China)       | Medalla de bronce   | Dobles BC4 mixto    |